# Holly Hills
Holly Hills – jednostka osadnicza w Stanach Zjednoczonych, w stanie Kolorado, w hrabstwie Arapahoe.